# Neochelonia xanthina
Neochelonia xanthina là một loài bướm đêm thuộc phân họ Arctiinae, họ Erebidae.